# ヘレン・フランケンサーラー
ヘレン・フランケンサーラー（Helen Frankenthaler, 1928年12月12日 - 2011年12月27日）は、アメリカ合衆国出身の画家。抽象表現主義の芸術家といわれる。姓はフランケンソーラーとも表記される。

## 生涯
ニューヨーク市生まれ。父・アルフレッドはニューヨーク州高位裁判所判事、母・マーサはドイツからの移民だった。
アシール・ゴーキー、ヴァシリー・カンディンスキー、ジャクソン・ポロックらの影響を受けながらも、抽象表現主義独自のスタイルを築いた。
1960年代に始まるカラーフィールド・ペインティング（カラーフィールド） color-field painting, Color Field の代表的画家の一人であり、下塗りをしていないキャンバスに薄く溶いた絵の具を染み込ませるステイニングの手法を発案した（1952年制作の『山々と海（マウンテンズ・アンド・シー）』はステイニングによる最初の作例である）。その手法はモーリス・ルイスをはじめとする多くの画家に影響を与え、様々なかたちで継承・発展されている。
2011年12月27日、コネチカット州の自宅で死去。83歳没。